# 都営バス新宿支所

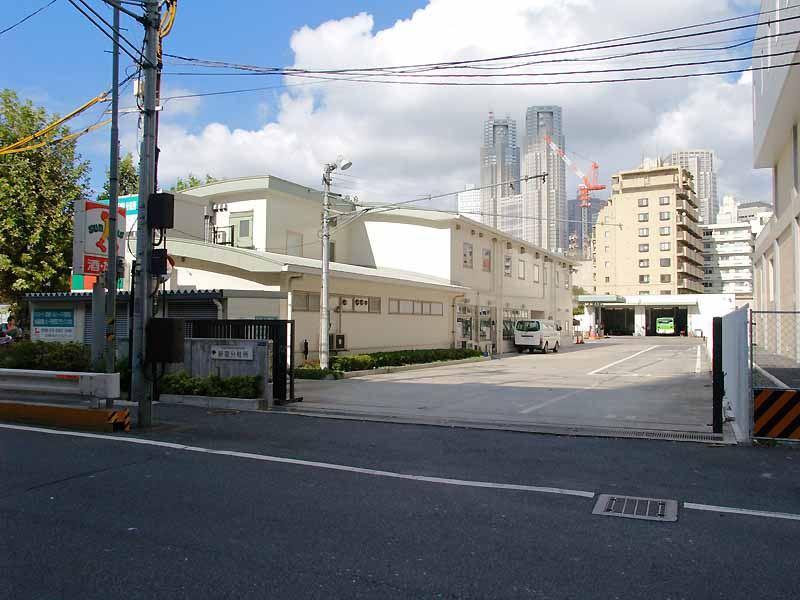
新宿分駐所時代（山手通り側）

都営バス新宿支所（とえいバスしんじゅくししょ）は、京王線初台駅近くの新宿区西新宿にあり、新宿駅・渋谷駅を発着する一部系統を受け持っている都営バスの営業所（支所）。営業所記号はCを用いる。ナンバーは練馬である。
2009年4月1日、運行業務がはとバスへ委託されたため直営の組織ではなくなったが、名称は分駐所から支所に再び昇格。再び渋谷自動車営業所新宿支所に組織変更され、営業所記号も復活した。

## 沿革
かつては「新宿自動車営業所」と称し、傘下に八王子支所を擁する営業所だったが、2000年12月12日の都営地下鉄大江戸線全線開業時に渋谷自動車営業所新宿支所、2006年4月1日に同新宿分駐所となった。
- 1982年12月26日：田70系統を目黒営業所（当時）との共同管轄とする。
- 1985年12月：新宿営業所八王子支所管轄の一般系統（立73系統）が廃止される。
- 1997年3月：都営バス初のノンステップバス (C-C200) が登場する。
- 2000年12月12日：大江戸線全線開業に伴い田70、秋76、四80の各系統が廃止。営業所から支所へ格下げされる。
- 2003年4月1日：渋66系統が杉並支所から移管され、都01系統（一部）を新宿支所が担当する。
- 2006年4月1日：渋66系統をはとバスへ委託の為に杉並支所へ再移管、分駐所へ格下げされる。（C→B）
- 2009年4月1日：はとバスへ委託で組織としては廃止となったが、それと同時に名称は支所（B→C）へ格上げとなった。
- 2022年4月1日：高71系統に参入し、杉並支所と共管となる。
- 2023年7月1日：麻布台停留所を「麻布台ヒルズ」に改称
- 2025年4月1日：高71系統を小滝橋営業所に移管し、C・H01系統が小滝橋営業所から移管される。また品97系統の一部運用も担当する。

1980年代 - 1990年代の最盛期には、新宿駅（新宿車庫）から飯田橋・秋葉原方面（秋76系統）、六本木・田町方面（田70系統）などが多数運行されていた。しかし、2000年12月12日の大江戸線環状部分が開業すると、ほぼ並行する前述2系統と四80系統（四谷駅前 - 赤坂アークヒルズ）が廃止された。
これにより、2001年時点での所管はC・H01系統と宿74・75、品97系統とそれらの出入庫系統のみとなり、営業所自体も支所に格下げされた。
2003年にはとバスに委託されなかった渋66系統と都01系統（一部）を新宿支所が担当することとなり、一時的に以前の活気を取り戻したが、2006年4月1日に渋66系統を杉並にはとバス委託で再移管され、分駐所に格下げされた。車両数も青梅支所より少なくなり、乗務員の一部も他の営業所に異動となった。
2009年4月1日、新宿分駐所ははとバスの管理委託となり組織上廃止され、同時に乗務員も全員他所に移動となった。（名称上は支所に再昇格）。この際に品川営業所から渋88系統、小滝橋営業所から早81系統が新宿支所に移管し、都01系統は共管を解消のうえ担当から外れ、C・H01系統は小滝橋営業所に移管された。
2017年4月1日より、ジェイアールバス関東の高速バス（但し、バスタ新宿発着の関東方面の一部）の休憩スペースとして提供を開始した。
2022年4月1日より、杉並支所が所管する高71系統に新宿支所が参入し、杉並支所と新宿支所の共管となる。
2025年4月1日より、高71系統の運行を小滝橋営業所に移管し、C・H01系統が小滝橋営業所より移管され再び担当する。また、品97系統の運行にも再び参入する。一方、前日の2025年3月31日をもって宿74出入系統、宿75出入系統、渋88出入系統が廃止となる。

## 現行路線

### C・H01系統
- C・H01：新宿駅西口（地下） → 都庁第一本庁舎 → 都庁第二本庁舎 → 都議会議事堂 → 新宿駅西口[2]（平日のみ）
  - 1991年（平成3年）4月1日：都庁の移転に伴い、新宿営業所（現・新宿支所）所管で新宿駅西口 - 都庁循環の運行を開始[3]。
  - 1999年（平成11年）11月1日：京王バス永福町営業所が運行に加わる。
  - 2009年（平成21年）4月1日：新宿支所のはとバス委託に伴い、小滝橋営業所に移管。
  - 2024年（令和6年）4月1日：京王バスが運行から撤退、都営バスの単独運行となる。また、ダイヤ改正により平日のみの運行に変更[4]。
  - 2025年（令和7年）4月1日：新宿支所に再移管[1]。

新宿駅から都庁周辺を循環する系統。案内によっては中黒なしの「CH01」とも表記される。運賃は190円（ICカードは186円）。

### 宿74・宿75系統

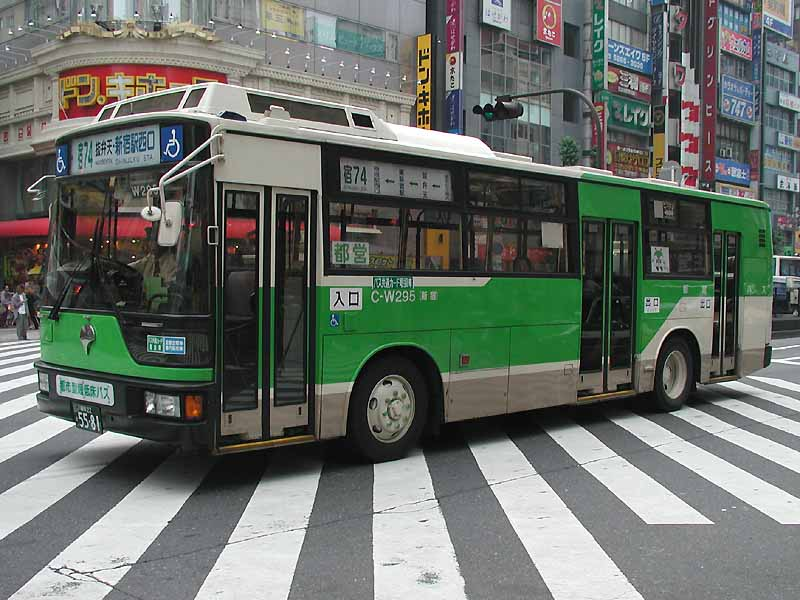
2002年頃まではC・H01専用のスロープ車･リフト車が充当された宿74 (C-W295)

- 宿74：新宿駅西口 - 東新宿駅前 - 国立国際医療研究センター前 - 東京女子医大前（構内）
- 宿75：新宿駅西口 - 東新宿駅前 - 抜弁天 - 東京女子医大前（構内）
- 宿75：新宿駅西口 - 東新宿駅前 - 抜弁天 - 東京女子医大前 - 三栄町 - 四谷駅前 - 半蔵門 - 三宅坂

新宿区東部にある国立国際医療研究センター、東京女子医大病院へのアクセスを主目的とした路線。
宿74は医療センター経由で東京女子医大へ向かう。1996年までは、女子医大行きが新宿駅から靖国通りを経て東新宿駅前へ向かう際、現行の明治通り経由ではなく区役所通りを経由し、職安通りから大久保一丁目（現・東新宿駅前）へ向かっていた（復路は現在と同じ）。
宿75は抜弁天経由で、東京女子医大まで行く。ダイヤによっては東京女子医大から合羽坂・津の守坂通り・新宿通り（国道20号）を経由して三宅坂まで運行するがこちらは本数が非常に少ない。新宿駅方面から三宅坂に来たバスは国立劇場前の信号で路上Uターンして新宿駅に戻っていく。かつて杉並営業所が運行していた宿75系統（新宿駅西口 - 清水操車所・東伏見操車所）とは無関係である。
2000年12月12日廃止の秋76（新宿車庫 - 秋葉原駅東口）の代替で、出入01（新宿車庫 - 西参道 - 新宿駅西口）を宿75出入、出入02（新宿駅西口 - 中央公園 - 新宿車庫）を宿74出入として存続した（その後いずれも2025年4月改正で廃止）。新宿車庫 - 東京女子医大・三宅坂間での通し運転は運行実績はなかった。

### 早81系統
- 早81：早大正門 - 東京女子医大 - 四谷三丁目 - 千駄ヶ谷駅 - 原宿駅 -（←表参道 / 渋谷区役所・渋谷駅西口→）- 渋谷駅東口（平日・土曜）
- 早81：早大正門 - 東京女子医大 - 千駄ヶ谷駅 - 原宿駅 -（←表参道 / 神南一丁目・渋谷駅西口→）- 渋谷駅東口（休日）
- 早81：早大正門 - 東京女子医大前 - 千駄ヶ谷駅前 - 表参道 -（神南一丁目→）- 渋谷駅西口 → 渋谷駅東口（正月）

早大正門 - 千駄ヶ谷駅が44系統として開業されてから、路線延長以外はあまり大きな変更がない。
原宿 - 渋谷間では反時計回り (左廻り)の循環経路をとっている。早大正門発は国立代々木競技場の南東を回って渋谷公園通り経由（休日はファイヤー通り経由）で渋谷へ向かい、渋谷モディ（旧:OICITY渋谷）から池86系統と同様のルートで折り返す。渋谷駅東口の前後では乗り通し可能。2009年4月、長年担当していた小滝橋営業所から新宿支所に移管、はとバス委託となった。小滝橋車庫 - 早大正門の出入便は移管後も存続していたが、2018年3月末をもって運行を終了した。池86系統同様、渋谷スクランブル交差点を左折する。
PS2用ゲームソフト「東京バス案内2」で、この系統が取り上げられた。

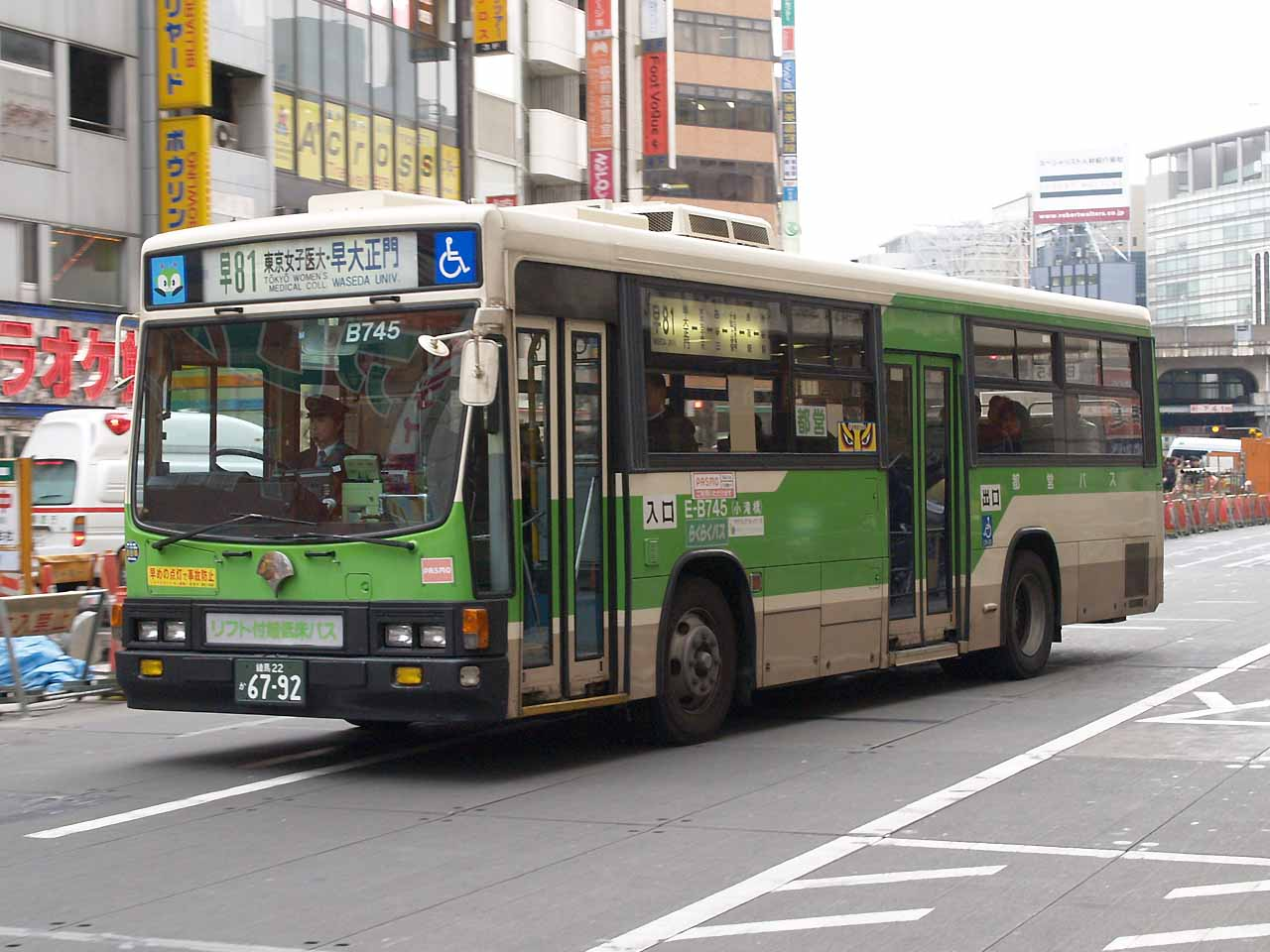
小滝橋営業所時代の早81にはリフト車も充当された。(E-B745)
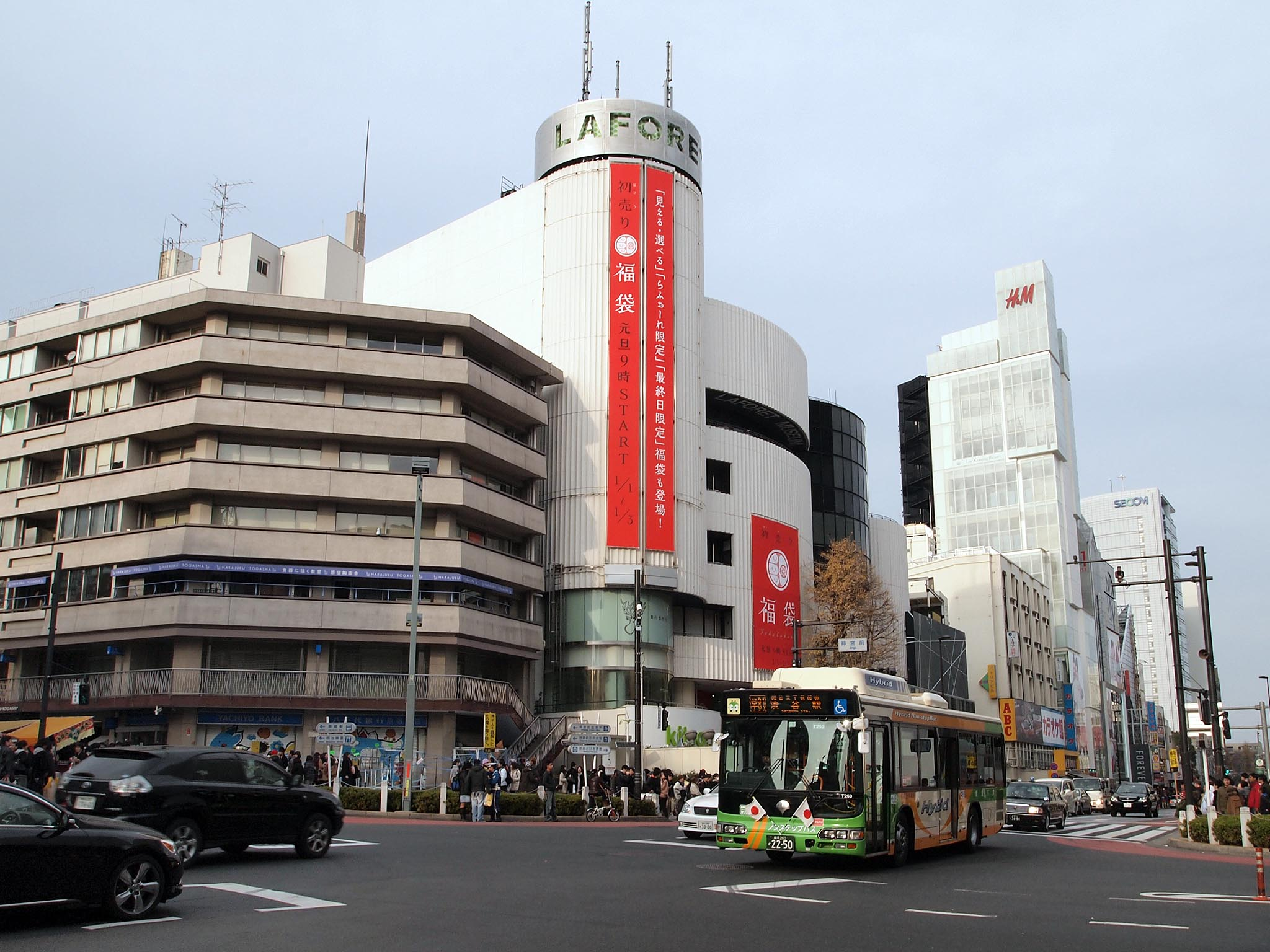
正月三が日の渋谷駅 - 千駄ヶ谷小学校間は明治通り経由で運行される。(C-T253)

### 渋88系統

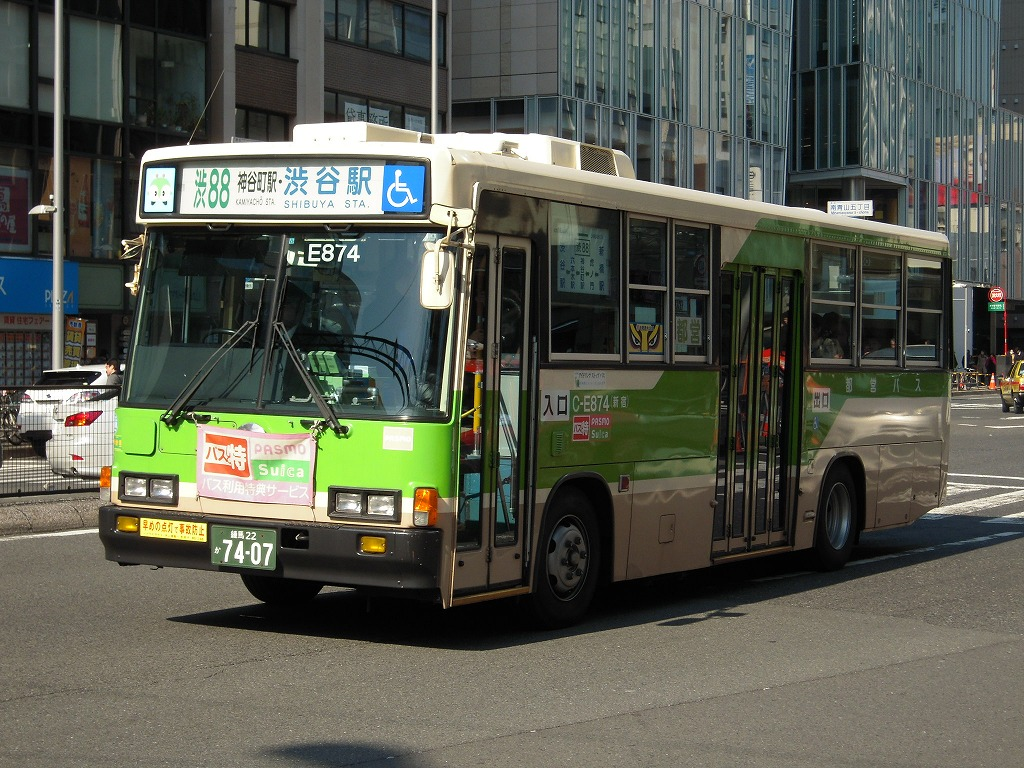
中型車が使用されることもある渋88系統 (C-E874)

- 渋88：渋谷駅前 - 南青山五丁目 - 南青山七丁目 - 六本木駅前 - 虎ノ門五丁目 - 神谷町駅前 - 虎ノ門 - 新橋駅前

渋谷営業所管轄の都01・都06同様、渋谷駅 - 新橋駅間を結ぶ3路線のひとつで、この3路線中唯一都市新バスシステムが導入されていない路線である。全体的な線形は都01と似通っているが、ショートカット的な経路をたどる都01と対照的に、やや冗長的な経路で各地域を結ぶ地域密着型の路線である。渋谷駅付近では青山通り方面に立ち寄り、南青山七丁目で都01の経路に合流した後、六本木駅から再び分岐し、桜田通りなど神谷町駅方面を通って虎ノ門から再び都01と同一経路で新橋駅に向かう。
本系統は1960年9月に開業した76系統を前身とする。当初は渋谷駅 - 東京タワー間の運行であったが、1969年10月に品川営業所の48系統（新橋駅 - 南佐久間町 - 東京タワー）を統合して渋谷駅 - 南佐久間町 - 新橋駅間となっていた。その後橋88系統と名を変えて、1979年11月に再び渋谷駅 - 東京タワー間となるが、1990年3月に東82系統（東京駅八重洲口 - 渋谷駅）を吸収統合のうえ東京タワーの構内で折返す渋88乙（歴史的にはこちらが本来の渋88）、新橋駅北口より先は日中のみ銀座や鍛冶橋を経由して東京駅（当初は八重洲口、後に丸の内南口）まで足を延ばす渋88甲（旧・東82系統の残区間）となり、これが2000年12月12日の大江戸線全線開業に伴う路線再編まで続いた。この再編時に新橋駅北口折返しに一本化され、2006年4月1日に新橋駅交通広場まで延長された。短縮時の再編では都バス全体でダイヤ改正があり、ほとんどの路線で終日減量ダイヤとなったが、この路線は東京タワー便と新橋便を統合した上で、朝夕を中心に削減されただけであったため、麻布台ヒルズ - 新橋駅間では日中の運行回数が毎時1、2回から2、3回へ倍増（東京タワー便を実質延長した形）し、この時の再編ではバス路線としては数少ない利便性向上となったが、 2008年4月1日の品川への移管時に若干減少となる。品川営業所担当は僅か1年間で終了し、2009年4月1日に新宿支所へ移管・はとバス委託系統となった。同時に新宿車庫発着の出入便が明治通り経由で設定され、渋谷駅行きは池86・早81が停車する西口バス停が終点となり、到着後は東口バスターミナルまで回送される。新宿車庫行きは東口バスターミナルから東口まで回送され、池86のバス停で客扱いを行う。
2025年4月1日改正で入出庫系統の渋88出入が廃止となった。

### 品97系統
- 品97：品川車庫 - 品川駅 - 魚籃坂下 - 天現寺橋 - 西麻布 - 青山一丁目駅 - 信濃町駅南口 - 四谷三丁目 - 新宿三丁目 - 新宿追分（休日は歌舞伎町） - 新宿駅西口
- 品97：品川車庫 - 北品川 - 品川駅 - 魚籃坂下 - 天現寺橋 - 西麻布 - 青山一丁目駅 -信濃町駅南口 - 四谷三丁目 - 新宿三丁目 - 新宿追分 - 新宿駅西口（第一京浜国道回り・平日朝のみ）
- 品97：品川駅 - 魚籃坂下 - 天現寺橋 - 西麻布 - 青山一丁目駅 -信濃町駅南口 - 四谷三丁目 - 新宿三丁目 - 新宿追分（休日は歌舞伎町） - 新宿駅西口

都電7系統の代替路線である四97系統（品川車庫 - 四谷駅）が前身。2000年12月12日の路線改編時に経路変更、新宿支所と品川営業所の共管となったが、2005年4月1日にはとバス委託で杉並支所に移管され、その後2008年4月1日から港南支所との共管となった。2025年4月1日より新宿支所が再び参入し、はとバス3支所による共管となった。

## 廃止路線

### 田70系統
- （70→）田70甲：港区スポーツセンター - 田町駅東口 - 芝五丁目 - 三ノ橋 -（←鳥居坂下 / 飯倉片町→）- 六本木 - 青山一丁目駅 - 信濃町駅 - 四谷三丁目 - 新宿一丁目 - 新宿追分 - 新宿駅東口 - 新宿駅西口
- 田70乙：港区スポーツセンター - 田町駅東口 - 芝五丁目 - 三ノ橋 - 飯倉片町 - 六本木 - 青山一丁目駅 - 信濃町駅 - 四谷三丁目 - 新宿一丁目 - 新宿追分 - 新宿駅東口 - 新宿駅西口
- 田70丙：港区スポーツセンター - 田町駅東口 - 芝五丁目 - 赤羽橋 -（←鳥居坂下 / 飯倉片町→）- 六本木 - 青山一丁目駅 - 信濃町駅 - 四谷三丁目 - 新宿一丁目 - 新宿追分 - 新宿駅東口 - 新宿駅西口
- 田70丁：港区スポーツセンター - 田町駅東口 - 芝五丁目 - 赤羽橋 - 飯倉片町 - 六本木 - 青山一丁目駅 - 信濃町駅 - 四谷三丁目 - 新宿一丁目 - 新宿追分 - 新宿駅東口 - 新宿駅西口
- 田70出入：新宿車庫 - 新宿車庫前（初台交差点） - 西参道 - （←角筈二丁目/新宿郵便局→） - 新宿駅西口

1957年（昭和32年）3月1日に70系統として赤羽橋経由で開通、その1年後に三ノ橋経由便が設定される。当初は目黒営業所（現・港南支所）の担当だったが、1982年（昭和57年）の第3次再建計画による路線再編成で橋78系統を失った新宿営業所が参入して共管化、1992年（平成4年）4月1日付で全便が新宿営業所の担当となる。
新宿方面と田町方面で経由が異なっていた。六本木の芋洗坂が20時以降の車両通行を禁止してからは、両方向とも飯倉片町経由となった。

都営地下鉄大江戸線環状部が開業し路線の大半が重複することから、2000年（平成12年）12月11日限りで廃止。新宿駅西口側は四97系統を経路変更のうえ品97系統として新宿 - 品川間の運行とし、引き続き新宿支所が担当（品川営業所との共管）したが、のちにはとバス委託で杉並支所や港南支所に移管される。田町と六本木の間には、港区コミュニティバス「ちぃばす」田町ルートが設定された。
新宿駅西口以西の田70出入系統と秋76系統は廃止後も出入01系統として残り、現在も宿75出入系統として運行されている。
PS用ゲームソフト「東京バス案内」で、中ノ橋 → 新宿駅が収録されている。

### 東72系統
- 東72：新宿駅西口 - 角筈二丁目 - 西参道 - 代々木一丁目 - 代々木駅 - 北参道 - 千駄ヶ谷駅 - 球場前 - 北青山一丁目 - 赤坂八丁目 - 山王下 - 溜池 - 虎の門 - 新橋 - 数寄屋橋 - 有楽橋 - 東京駅八重洲口
- 東72：新宿駅西口 - 角筈二丁目 - 西参道 - 代々木一丁目 - 代々木駅 - 北参道 - 千駄ヶ谷駅 - 球場前 - 北青山一丁目 - 赤坂八丁目 - 山王下 - 溜池 - 虎の門 - 新橋

1952年に40系統（新宿駅 - 東京駅南口）として開業した。現在はバス空白地帯となっている青山・神宮球場・日本青年館を経由していた。開業から僅か2ヶ月後には東中野駅 - 新宿駅西口を延長、その1年後には赤坂経由・東京駅八重洲口発着に変更するなど、短期間で大幅な路線改編を見せる。改編はさらに続き、東京方面を千駄ヶ谷八幡から千駄ヶ谷駅前経由に（1962年5月10日）、新宿駅西口 - 代々木駅前を西参道経由に変更（1970年10月15日）した。
1971年には東中野駅 - 新宿駅西口を短縮と同時に新橋折返便を新設、直後に東72と名乗った。12月には新宿駅西口方面も千駄ヶ谷駅前経由となるが、第2次再建計画による路線再編成に伴い1977年（昭和52年）12月15日限りで全線が廃止された。路線廃止まで、経由地変更や短縮などが相次いだ路線だった。
赤坂・青山周辺で廃止された路線の一部では、港区コミュニティバス「ちぃばす」、渋谷区コミュニティバス『ハチ公バス』が運行している。

### 宿74・宿75系統（一部系統の廃止）
- 宿74出入：新宿車庫前 - 中央公園 - 新宿駅西口
- 宿75出入：新宿車庫前 - 西参道 - 新宿駅西口

宿74・宿75の入出庫系統。2025年4月1日改正廃止。渋88出入も合わせて廃止となるため、「新宿車庫前」発着の系統は全廃となった。

### 秋76系統
- （都電13→513→）秋76：新宿車庫 - 新宿車庫前（初台交差点） - 西参道 -（←角筈二丁目/新宿郵便局→）- 新宿駅西口 -（←新田裏 / 新宿区役所→）- 抜弁天 - 若松町 - 牛込柳町 - 牛込北町 - 津久戸町 - 飯田橋 - 小石川橋 - 水道橋 - 御茶ノ水駅 - 万世橋 -（←秋葉原駅西口/岩本町駅→）- 秋葉原駅東口
- 秋76：新宿車庫 - 新宿車庫前（初台交差点） - 西参道 -（←角筈二丁目/新宿郵便局→）- 新宿駅西口 -（←新田裏 / 新宿区役所→）- 抜弁天前 - 若松町 - 牛込柳町 - 牛込北町 - 津久戸町 - 飯田橋 - 飯田橋終点（現・都営飯田橋駅前）

1970年（昭和45年）3月27日の都電第5次撤去で廃止された13系統（新宿追分 - 岩本町）の代替として、新宿駅西口発着で開通。その後終点が秋葉原駅東口に延長。都営地下鉄大江戸線環状部と完全並行となることから、2000年12月11日限りで廃止された。その後、牛込地区の一部を復活させる形で2002年2月25日より飯62系統（小滝橋車庫 - 都営飯田橋駅）が小滝橋所管にて新設されている。
新宿車庫 - 新宿駅西口間は宿75出入（出入01）系統として秋76の廃止後も存続していたが、2025年4月1日に廃止された。

### 111→橋78系統
- 111：新橋駅 - 西新橋一丁目 - 虎の門 - 溜池 - 赤坂見附 - 四谷駅前 - 四谷三丁目 - 新宿一丁目 - 新宿追分 - 新宿駅南口 - 角筈二丁目 - 西参道 - 新宿車庫前（初台交差点） - 初台 - 幡ヶ谷 - 笹塚 - 明治大学 - 下高井戸（京王帝都電鉄笹塚営業所→世田谷営業所→永福町営業所と共同運行）
- （111→37→）橋78：新橋駅 - 西新橋一丁目 - 虎の門 - 溜池 - 赤坂見附 - 四谷駅前 - 四谷三丁目 - 新宿一丁目 - 新宿追分 - 新宿駅南口 - 角筈二丁目 - 西参道 - 新宿車庫前（初台交差点） - 新宿車庫

もとは1948年10月3日に京王との相互乗り入れで開通した路線である。1971年（昭和46年）10月31日限りで京王が撤退、都営も新宿車庫以西を短縮して事実上山手線内のみの運行となる。しかし営団地下鉄銀座線・丸ノ内線と完全並行だったため、第3次再建計画に伴う路線再編成により1982年（昭和57年）12月25日限りで廃止。

### 草79系統
- （49→）草79：新宿車庫 - 中央公園 - 新宿駅西口 -　厚生年金会館（現・新宿一丁目北）-  曙橋 - 市谷見附 - 飯田橋 - 小石川橋 - 妻恋坂 - 鳥越神社 - 厩橋 - 二天門 - 浅草公園

開通は1953年（昭和28年）4月24日で、当初は49系統を名乗った。1970年代までは10分程度の間隔で頻繁運行されていたが、都営地下鉄新宿線新宿 - 岩本町間の開業に伴い新宿と市ヶ谷の間が並行となること、および新宿 - 浅草の通し客も馬喰横山駅で都営地下鉄浅草線に乗り換えできるようになったことから、全区間並行になる杉並営業所の秋72系統と共に第2次再建計画による追加の路線再編成で整理対象となり、1979年（昭和54年）11月22日限りで廃止された。これにより、新宿営業所は台東区から撤退した。
台東区内の鳥越一丁目と厩橋の間はバス路線自体がなくなったが、1991年（平成3年）に南千住営業所の東42乙系統を秋葉原駅まで延長して復活。しかし当時の都知事・猪瀬直樹の下で断行された路線再編成により2013年（平成25年）3月31日限りで再び都営バス路線が消滅。現在は一部の区間で台東区循環バス南めぐりんが運行されている。

### 四80系統
- 四80：四谷駅前 - 赤坂見附 - 溜池 - （←赤坂アークヒルズ前） - 赤坂アークヒルズ

現在でこそ、港区には六本木ヒルズ・東京ミッドタウンなど大規模再開発により誕生した商業施設が点在するが、最初に開業したのが赤坂アークヒルズである。

この系統の開業時は東京メトロ南北線がなく、アークヒルズへは国会議事堂前駅、赤坂駅、神谷町駅のみで不便だった（溜池山王駅は開業前）。そんな中、アークヒルズの目の前を通る都01（渋谷駅 - 新橋駅）は唯一のアクセス手段として利用客が増えた。そのような状況を受けて新しいアクセス路線を新設することになり、1986年（昭和61年）4月17日付で誕生した。

当初は中型車 で運行されたが、運行開始よりすぐに利用客が定着、混雑も激しくなったため増回し、車両も大型車に変更した。さらに不足する需要の応対には、品川営業所から応援（当時運行されていた四92系統の区間便を間引きし、四80系統で運行）に当たっていた。中型車は小滝橋営業所へ転属させ、同所の東71系統（東京駅 - 九段下 - 大久保駅/高田馬場駅。現在の高71系統）や早81系統（早大正門 - 渋谷駅）等の閑散路線用に運用交換した。

しかし、南北線の溜池山王駅までの延伸開業によって全線が並行区間になり、1997年（平成9年）9月30日から平日のみの運行とされ、2000年（平成12年）9月の南北線目黒延伸により六本木一丁目駅が開業した時点で事実上役割を終えた。最終的には、大江戸線全線開通に伴う路線再編成により2000年12月11日限りで廃止され、四92系統も同じ品川営業所の反96系統と短縮統合された。現在、四80系統が使用していたアークヒルズ構内は、都01系統の折返し便が使用している。
四80系統はアークヒルズを出ると道路の構造上で溜池方面へ右折で曲がれないため、一旦逆の渋谷方向に走り、首都高谷町JCT下でUターンし、六本木通り東行きの「赤坂アークヒルズ前」に停車して四谷駅前へ向かっていった。

### 早81系統（一部系統の廃止）
- 早81：早大正門 - 高田馬場駅 - 小滝橋車庫

小滝橋営業所所管時代から新宿支所移管後にかけて長らく運転をしていたが、並行して走る学02系統の方が運賃が安く本数が多いなど、利用者はあまりいなかったこともあり、2018年（平成30年）3月31日をもって運行を終了した。

### 池86系統
- 池86：新宿車庫 → 西参道→ 新宿四丁目 → 表参道 → 渋谷駅西口（西参道 - 新宿四丁目間は無停車）
- 池86：渋谷駅東口 → 表参道 → 新宿四丁目 → 新宿伊勢丹前（新宿伊勢丹前 - 新宿車庫間は回送）

1968年（昭和43年）のトロリーバス102系統廃止に伴う代替として新設されたが、2004年（平成16年）4月1日付で渋谷営業所本所所管だった都01系統に新宿支所が新規参入した際、まだ東京メトロ副都心線が開通していなかったため、渋谷と新宿車庫の間の出入庫を明治通り経由で営業運行することにし、その部分のみ新宿支所が受け持った。はとバス委託と同時に都01系統の共管から撤退し、代わりに渋88系統を引き受けたのに合わせて、系統番号を渋88出入に変更した。

### 渋88系統（一部系統の廃止）
- 渋88出入：新宿車庫 → 西参道 →（無停車）→ 新宿四丁目 → 北参道 → 表参道 → 渋谷駅西口（平日・土曜朝1本のみ）
- 渋88出入：渋谷駅東口 → 表参道 → 北参道 → 新宿四丁目 →（無停車）→ 角筈二丁目 → 西参道 → 新宿車庫（平日夜1本のみ）

渋88の入出庫系統。2025年4月1日改正で廃止。宿74出入と宿75出入も合わせて廃止となるため、「新宿車庫前」発着の系統は全廃となった。

### 63系統
- 63：郵政省 - 新橋駅 - 茅場町

目黒営業所の62系統と同じく、国際自動車（現・ケイエム観光バス）が運行していた「官衙バス」（かんがバス）の路線を引き継いだ。霞が関に移転する前の旧郵政省本省へのアクセスを担ったが、営団地下鉄日比谷線開業の煽りを受けて1966年（昭和41年）6月30日限りで廃止。その後郵政本省も1969年（昭和44年）、霞が関へ移転して分館となった。

### 119系統
- 119：武蔵境駅南口 - 吉祥寺駅 - 浜田山 - 永福町 - 代田橋 - 初台 - 新宿駅西口 - 新宿駅東口 - 四谷駅 - 半蔵門 - 日比谷 - 東京駅南口（武蔵野乗合自動車三鷹営業所→小田急バス吉祥寺営業所、京王帝都電鉄永福町営業所と共同運行）

1949年（昭和24年）12月、小田急バスの前身の武蔵野乗合自動車、京王帝都電鉄との3社局共同運行で開通。国鉄中央線武蔵境駅から小田急バス宿44系統と都営バス品97・都03系統を合わせたルートで東京駅に至る、実に25kmを超える長距離路線だった。

都電第5次撤去と同時の1970年（昭和45年）3月20日限りで都営と京王帝都電鉄が撤退して廃止、同時に新宿営業所は武蔵野市、三鷹市から撤退した。小田急バスに関しては、新宿駅西口打ち切りの宿44系統に変更され運行を継続していたが、2024年3月15日限りで武蔵境駅南口 - 吉祥寺駅間が廃止され、吉祥寺駅 - 新宿駅西口間のみの運行に縮小された後、2025年6月29日の運行をもって系統廃止となった。

### 126系統
- 126：永福町 - 代田橋駅 - 大原町 - 上原駅上 - 富ヶ谷 -（←渋谷駅/神山町→）- 南青山五丁目 - 外苑前 - 南青山一丁目 - 六本木 -溜池 - 新橋駅 （京王帝都電鉄永福町営業所と共同運行）

1950年（昭和25年）10月に京王帝都電鉄（当時）との共同運行で開通した路線。富ヶ谷から渋谷二丁目にかけての渋谷地区では、永福町行は渋谷駅東口、宮下公園、宇田川町を、新橋駅行は神山町、渋谷栄通（現在の渋谷センター街入口辺り）を経由していた。

京王帝都電鉄のバス事業合理化により、1969年（昭和44年）3月31日限りで廃止され、大原町から富ヶ谷にかけての井ノ頭通りからはバス路線が消滅、30年以上にわたりバス空白地帯となっていた。
2003年（平成15年）1月、京王バス東・永福町営業所により渋67～69系統「笹塚循環線」が開業、井ノ頭通りにバス路線が復活した。2010年（平成22年）10月11日の路線再編により、渋67系統は廃止され、笹塚駅周辺の循環経路が変更されて渋60系統となった。その後、渋60・渋68～69系統は「笹塚線」として、2013年（平成25年）5月13日に中野営業所へ移管され現在に至る。

## 移管路線

### 都01系統「グリーンシャトル」
- 都01：渋谷駅 - 南青山七丁目 - 西麻布 - 六本木駅 - 赤坂アークヒルズ - 溜池 - 虎ノ門 - 新橋駅
- 都01：渋谷駅 - 南青山七丁目 - 西麻布 - 六本木駅 - 赤坂アークヒルズ（構内）
- 都01折返：渋谷駅 - 南青山七丁目 - 西麻布 -（←六本木けやき坂）- 六本木ヒルズ（循環）

本来は渋谷営業所の路線だが、2004年4月1日から新宿が参入して共管となっていた。しかし、2009年3月31日に渋谷営業所の単独に戻された。

### 渋66系統
- 渋66：阿佐ケ谷駅 - 杉並区役所 - 杉並車庫 - 堀ノ内 - 和田堀橋 - 代田橋 - 新国立劇場 - 代々木八幡 - 富ヶ谷 - 渋谷駅（京王バス東・永福町営業所と共同運行）
- 渋66出入：阿佐ヶ谷駅 - 杉並区役所 - 杉並車庫 - 堀ノ内 - 和田堀橋 - 代田橋 - 新国立劇場 - 新宿車庫前
- 渋66出入：新宿車庫前 - 代々木八幡 - 富ヶ谷 - 渋谷駅

杉並支所がはとバスに委託される2003年4月、本系統のみは委託を免れて新宿支所に移管されていた。しかし、2006年4月には本系統もはとバス委託となり、杉並支所に再移管された。

### 高71系統
- 高71：高田馬場駅 - 新宿スポーツセンター入口 - 学習院女子大学 - 東新宿駅 - 東京女子医大前 - 防衛省前 - 市ヶ谷駅 - 九段下

杉並支所の管轄であったが、2022年4月1日より新宿支所が参入、杉並支所との共管となった。
2025年4月1日、小滝橋営業所の単独に移管。2014年の小滝橋→杉並への移管以来、再度小滝橋の所管に戻ることになった。

## 車両
指定車種：いすゞ自動車＋川崎ボディ→アイ・ケイ・コーチ→いすゞバス製造→ジェイ・バス（※1970年代までは、後部の丸いグリルが特徴であった富士重工業製ボディを架装されたいすゞBA20も配置されていた）
音声合成：レシップ → ネプチューン（現・レゾナント・システムズ）
長らくいすゞ自動車製が中心だったが、1991年3月の都庁移転で開設されたC・H01系統用の3ドア都市型超低床車は、いすゞ自動車、三菱ふそう、日産ディーゼル（現・UDトラックス、日野自動車の4車種1台ずつ導入された。その後、1994年度に日野車W293号車が品川営業所に転出し、代わって臨海支所からいすゞの同型車W292号車が転入した。
渋谷営業所新宿分駐所時代は、営業所記号の標記がB（渋谷）となっていたが、ナンバープレートは品川ではなく練馬のままであった。さらにCNGノンステップバスなど、渋谷本所には配置がない車種も配置されていた。
車椅子用リフト付き超低床車は、1991年度にいすゞ車（X591号車）と日野車（X593・594号車）が導入されたが、日野車は1994年度に杉並支所へ転出し、代わりにいすゞリフト車（X592・A581号車）が配置された（X592号車は千住営業所からの転入）。
平成8年度（1996年度）に、都営初のノンステップバスが投入された営業所である。C-C200号車（三菱ふそう・エアロスター、KC-MP747K。前中間ノンステップ）は、2009年11月に除籍されるまで他営業所に転出することはなかった。また同時期にC-C201号車（日産ディーゼル・UA、UA460KAM。フルフラットノンステップ、富士重工7E車体）も投入されたが、こちらは試験運行を都営バス管内各地で行うのに伴い、新宿以外に品川営業所・葛西営業所（当時）・練馬支所・小滝橋営業所を経て北営業所に所属し、2010年に除籍された。これを受けて翌年度からは、他の営業所でもノンステップバスの本格導入が開始されている。
2001年3月には、近隣の都庁構内のCNGステーション新設により、北営業所から日産ディーゼル・UAのCNG車（F445 - 447号車）が転入し、いすゞ製のリフト車（X591・592号車）と日産ディーゼルノンステップ車（C201号車）が入れ替わりに北営業所へ転出している。
2000年12月には、日野製のC-F460・461号車が品川営業所からの転入で配置されたが、2005年に杉並支所に転出して在籍が無くなるものの、2007年に再配置された。10月にはCH01・宿74・宿75などの系統に日野・ブルーリボンシティハイブリッドも投入、さらには早81系統を受け入れる際にも小滝橋営業所などからレインボーHRが転入した。CNG車は北営業所から転入の日産ディーゼルUA460が最初で、2001年度にはいすゞ・エルガ、2003年度には三菱ふそう・エアロスターが加わったが、その後全車が小滝橋営業所と臨海支所に転出している。
2016年4月には、南千住営業所からいすゞ・エルガハイブリッドが転入した。